# لکوتا (آیووا)
لکوتا (به انگلیسی: Lakota) شهری در ایالت آیووا کشور ایالات متحده آمریکا است که جمعیت آن در سرشماری سال ۲۰۱۰ میلادی، ۲۵۵ نفر بوده‌است.

## نگارخانه

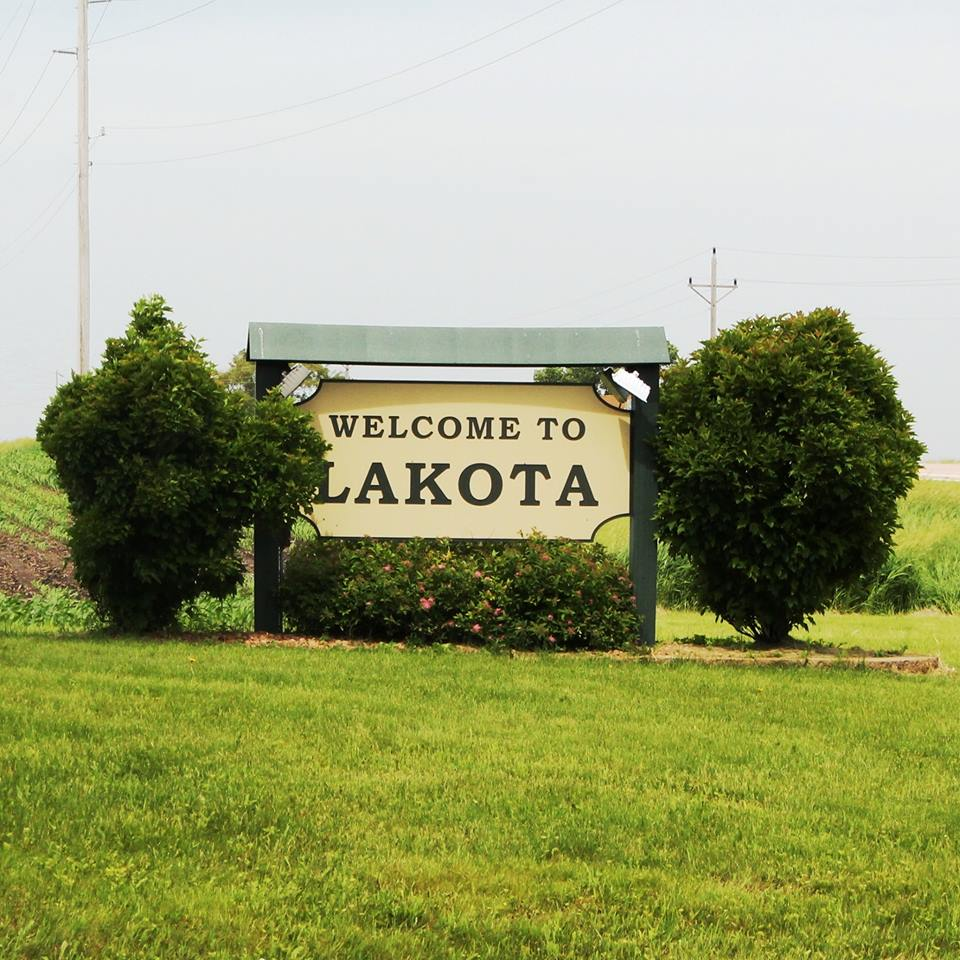
City of Lakota Welcome Sign purchased/installed by the Lakota Community Club.
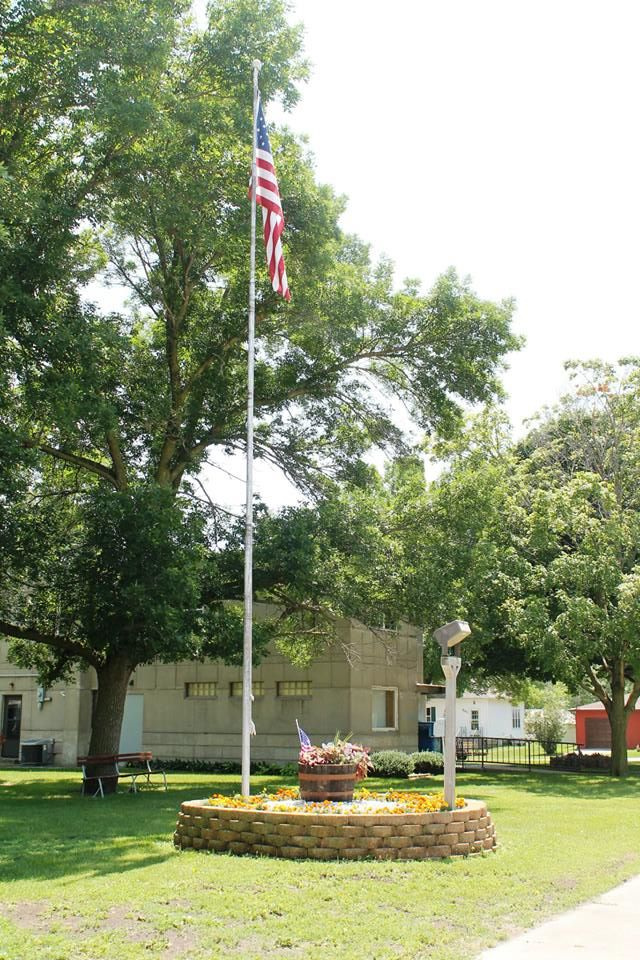
City flag pole garden located in Lakota City Park
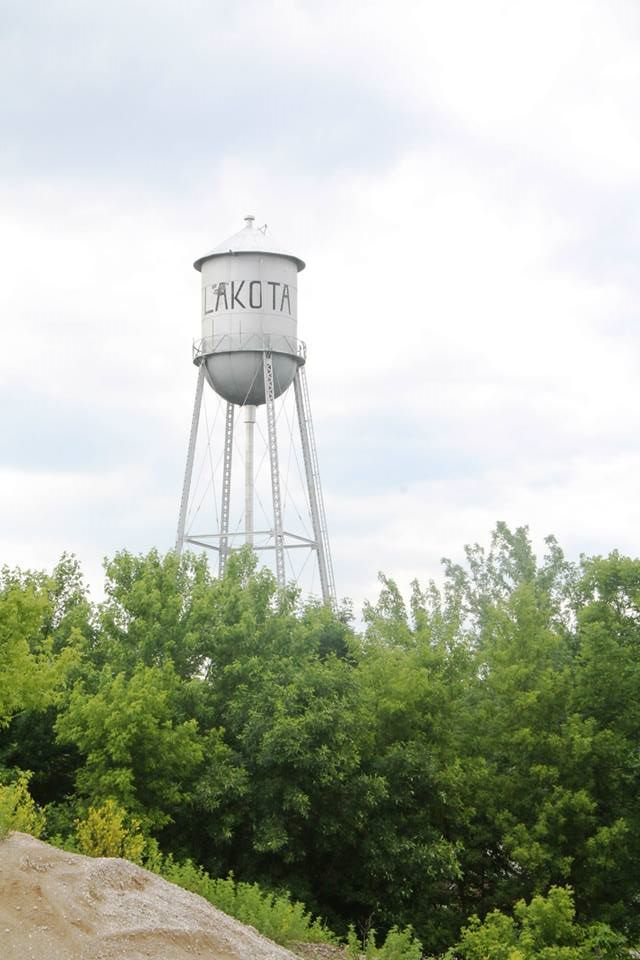
Water tower in Lakota, Iowa
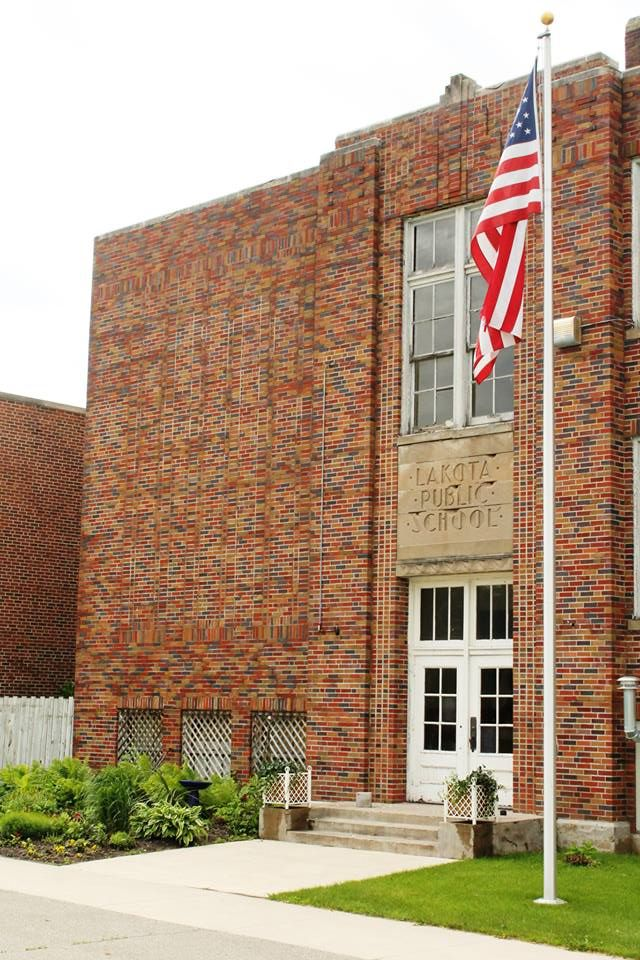
Eagle Center, Lakota, Iowa
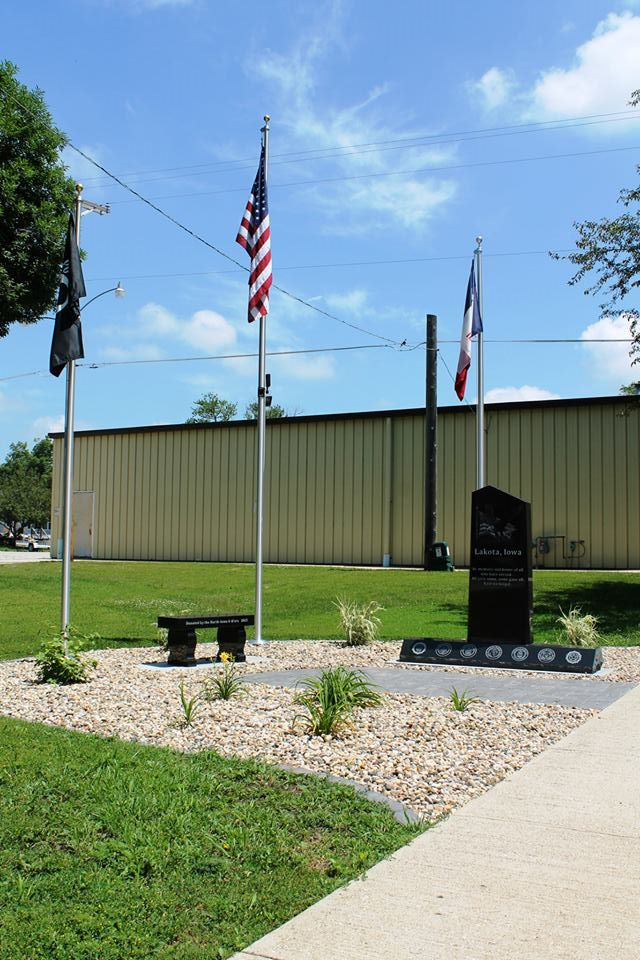
Veterans Memorial